# Gabriel de Cool
Gabriel de Cool, né à Limoges le 14 octobre 1854 et mort à Paris 14e le 8 novembre 1936, est un peintre français.

## Biographie
Gabriel de Cool est le fils de Delphine de Cool (1830-1921), artiste peintre issue d'une lignée de peintres sur porcelaine et qui fut également peintre de chevalet, et d'Alexandre de Cool (1826-1878), écrivain et traducteur.
Il grandit à Paris où ses parents arrivent en 1855.
Il est l'élève d'Alexandre Cabanel (1823-1889) et obtient une mention honorable au Salon des artistes français de 1906 et une médaille de bronze en 1908.

## Œuvres

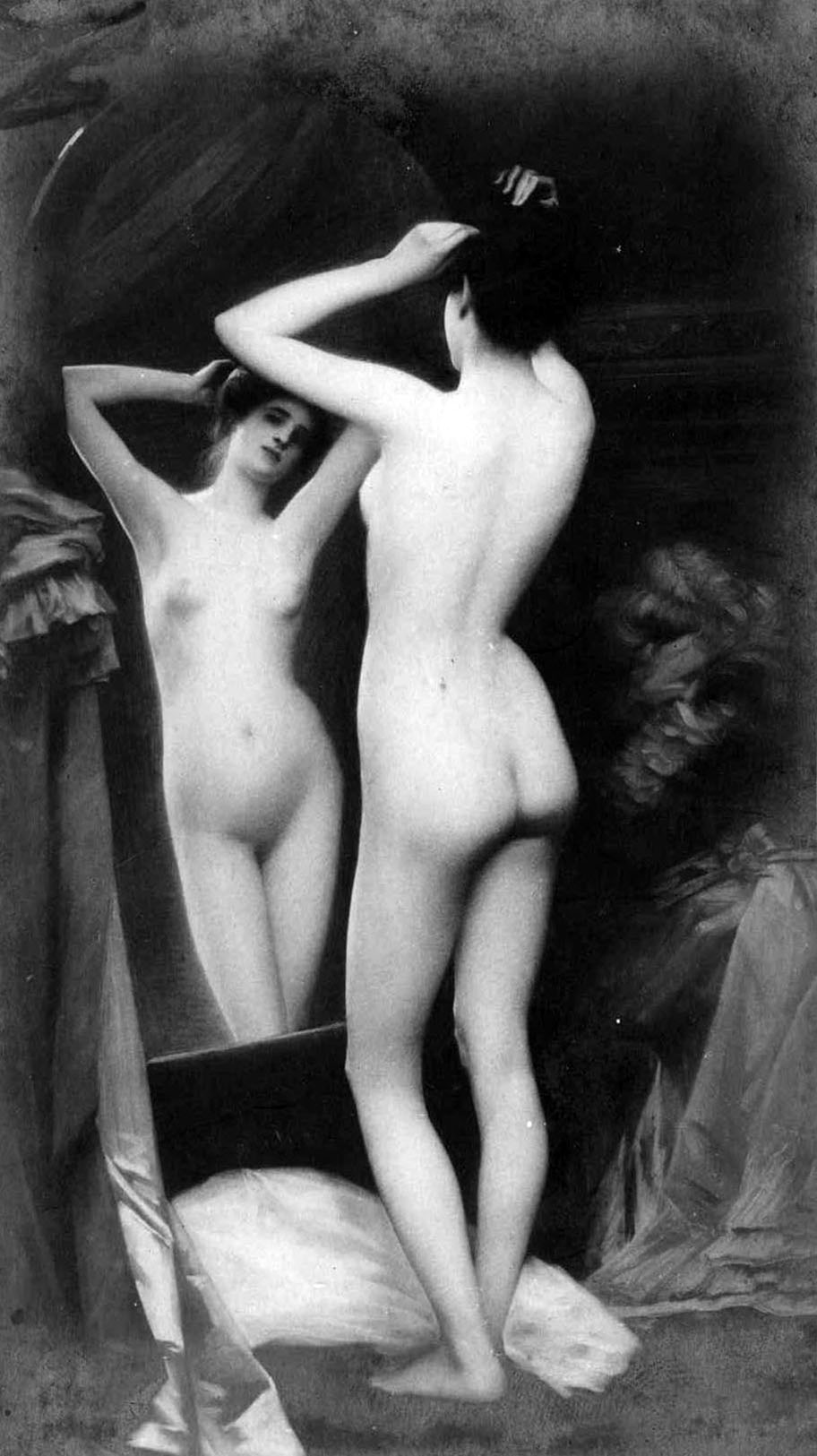
Devant la glace (Salon des artistes français de 1909).

- Devant la glace, exposé au Salon des artistes français de 1909.
- La Visite de l'atelier[réf. nécessaire].
- Une fille d'Ève[réf. nécessaire].
- La Lapidation de saint Étienne[réf. nécessaire].

## Récompense
- Médaille de 3e classe au Salon de 1908.